# Evodiamina

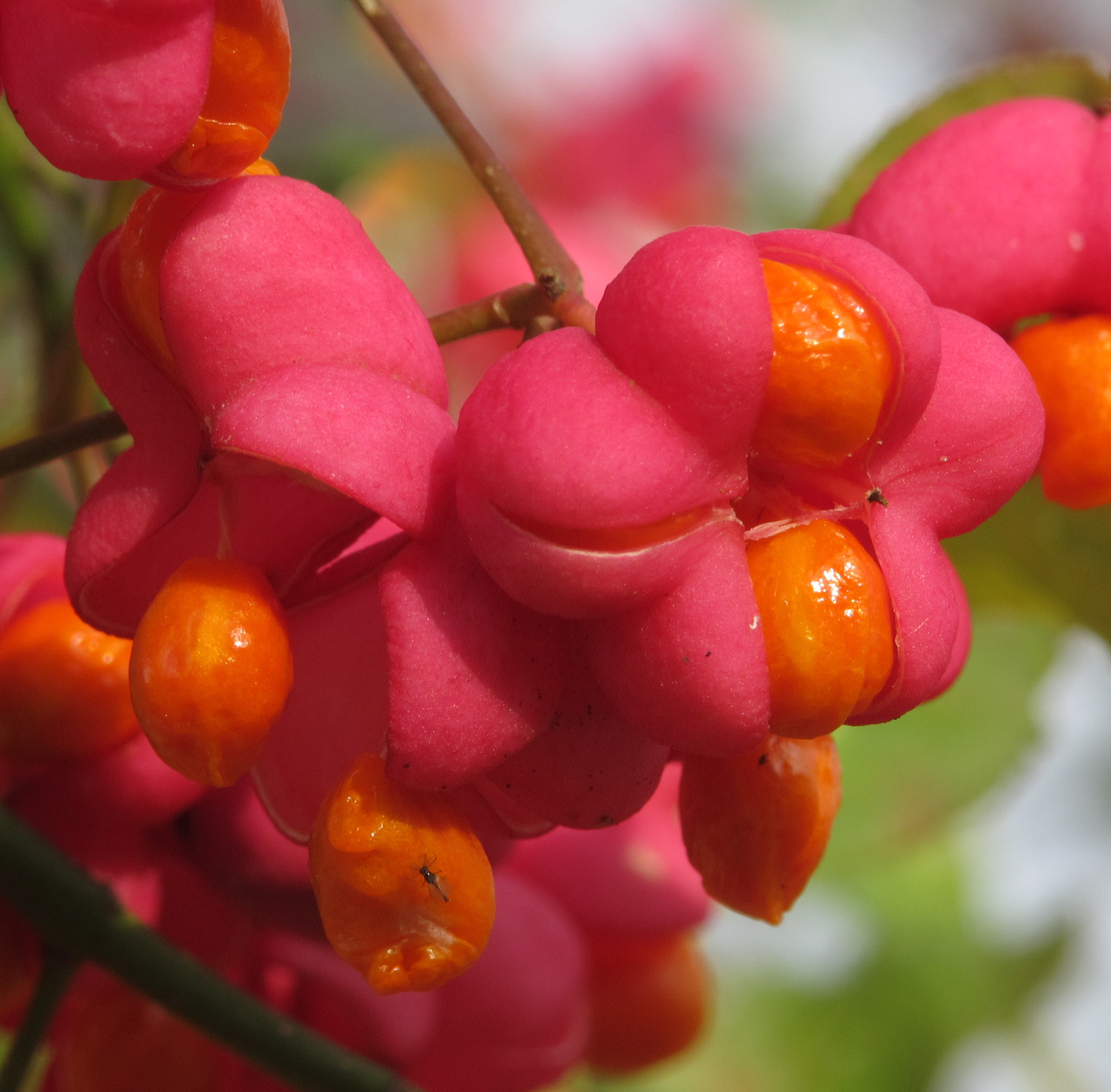
Euonymus europaeus

L'Evodiamina è un composto chimico di formula C19H17N3O.

## Caratteristiche strutturali e fisiche
Dal punto di vista strutturale, si tratta di un alcaloide di origine naturale con uno scheletro di quinazolinocarbolina, in particolare la molecola ha una struttura pentaciclica che include tre atomi di azoto. Nella forma naturale il composto risulta poco solubile in acqua.
| N. di atomi pesanti                     | 23              |
| N. di donatori di legami a idrogeno     | 1               |
| N. di accettori di legami a idrogeno    | 2               |
| Massa monoisotopica                     | 303,137162174 u |
| Superficie polare                       | 39,3 Å²         |
| N. di elementi stereogenici idetificati | 1               |

## Abbondanza e disponibilità
È stato riscontrato in una varietà di erbe, come Euodia rutaecarpa ed Euonymus europaeus.

## Reattività e caratteristiche chimiche
Nella forma naturale il composto risulta instabile. Del composto è disponibile lo spettro LC-MS.

## Farmacologia e tossicologia
Nella forma naturale il composto presenta un'attività biologica subottimale e una farmacocinetica scarsa, dunque sono stati creati degli analoghi sintetici che superano tali carenze e che hanno un'applicazione clinica.

### Farmacodinamica
È stato dimostrato che:
- induce l'arresto in fase G2/M del ciclo cellulare e la successiva apoptosi attraverso il percorso apoptotico intrinseco dipendente dai mitocondri, piuttosto che attraverso il percorso apoptotico estrinseco indotto dal recettore Fas nelle cellule di carcinoma polmonare a piccole cellule (SCLC) NCI-H1688 e NCI-H446;[6]
- aumenta efficacemente la depolarizzazione della membrana mitocondriale e il rapporto Bax/Bcl-2 nelle cellule A549 di carcinoma polmonare non a piccole cellule (NSCLC). L'aumentato rilascio di citocromo c nel citoplasma attiva la via intrinseca dell'apoptosi mediata dall'attivazione di caspasi-9 e -3, mentre il maggiore rilascio di citocromo c nel nucleo attiva la via estrinseca dell'apoptosi mediata dall'attivazione di caspasi-8;[7]
- induce l'inibizione della proliferazione nelle cellule A549 data la sua capacità di aumentare l'espressione dell'oncoproteina metadherin, promuovere il danno ossidativo, arrestare il ciclo cellulare e regolare l'espressione dei geni associati al tumore controllando le vie di segnalazione della proteina chinasi B/fattore nucleare-κB (AKT/NF-κB) e il fattore di trascrizione a dita di zinco regolato dalla via di segnalazione Sonic Hedgehog (SHH/GLI1).[8][9]
- attiva la metilazione del DNA ad opera della metiltransferasi 3A indotta della proteina omologa al locus neurogenico notch 3 (NOTCH3), inducendo successivamente l'inibizione della crescita nelle cellule di NSCLC A549 e H1299;[10]
- induce l'autofagia citorpotettiva nelle cellule del carcinoma polmonare di Lewis, il suo utilizzo in combinazione con una terapia inibitrice dell'autofagia ha aumentato la chemiosensibilità di queste cellule[11] e ne riduce l'invasione;[12][13]
- riduce l'espressione del fattore di crescita endoteliale vascolare (VEGF) nelle cellule di adenocarcinoma polmonare. Il mezzo condizionato derivato dalle cellule CL1 ha indotto la formazione di strutture simili a capillari da parte delle cellule endoteliali della vena ombelicale (HUVEC), mentre il mezzo condizionato prodotto dalle cellule CL1 pretrattate con evodiamina ha mostrato una bassa capacità di indurre la formazione di capillari;[14]
- agisce in sinergia con l'erlotinib nell'inattivare la via di segnalazione della rapamicina/p70 chinasi ribosomiale S6 1/Mcl-1, inibendo la proliferazione cellulare e aumentando l'apoptosi nelle cellule di carcinoma polmonare non a piccole cellule (NSCLC) (NCI-H460, NCI-H1299, NCI-H1650 e A549) con EGFR non mutato;[15]
- riduce la vitalità cellulare e inibisce la progressione del ciclo cellulare nelle cellule di carcinoma epatocellulare (HepG2) diminuendo i livelli di p-Akt e aumentando i livelli delle proteine apoptotiche Bax, caspasi-3 clivata e PARP (poli (ADP-ribosio) polimerasi) clivata;[16]
- inibisce la fosforilazione della tirosina 705 di STAT3 portando all'inibizione della crescita della linea cellulare HepG2;[7]
- aumenta l'espressione dell'SHP-1 nelle cellule HepG2 con conseguente attenuazione dell'attivazione di STAT3;[17]
- induce l'espressione dell'ossidoriduttasi contenente il dominio WW (WWOX) nelle cellule HepG2;[18]
- inibisce l'attività di AP-1 e la trasformazione indipendente dall'ancoraggio delle cellule epatiche;[19]
- riduce l'angiogenesi nel carcinoma epatocellulare attraverso l'inibizione dell'espressione di β-catenina e VEGFa;[20]
- esercita un'attività antiproliferativa sulle cellule THP-1, K562, CCRF-CEM e CCRF-CEM/C1 resistenti alla camptotecina;[21]
- induce il blocco mitotico e la conseguente apoptosi delle cellule CCRF-CEM attraverso l'aumento del rapporto Bax/Bcl-2 e dell'attività della caspasi-3;[22]
- nelle cellule U973, può attivare l'apoptosi mediata dal fattore di induzione AIF che non è negativamente regolata dalla sovraespressione di Bcl-2 ed è indipendente dalla caspasi;[23]
- nelle cellule K562, inibisce la proliferazione cellulare attraverso il coinvolgimento della via di segnalazione del recettore γ attivato dai proliferatori dei perossisomi (PPARγ), attraverso l'inibizione della ciclina D1 e la stimolazione di p21;[24]
- riduce l'attività di NF-κB e l'espressionie dei geni antiapoptotici, proliferativi e metastatici dipendenti da NF-κB nelle cellule di leucemia mieloide KBM-5;[25]
- riduce la migrazione e aumenta l'apoptosi, inattivando la fosforilazione della chinasi regolata dal segnale extracellulare (p-ERK) e attivando la chinasi mitogena attivata da p38 (MAPK) nelle cellule del tumore alla mammella (MDA-MB-231);[26]
- riduce la vitalità delle cellule MCF-7;
- in combinazione con la berberina, possiede un'attività citotossica sinergica sulle cellule del tumore alla mammella;[27]
- induce l'apoptosi nelle linee cellulari ES-2, SKOV-3, A2780 e A2780CP nel cancro epiteliale ovarico attraverso l'attivazione della chinasi simile alla ER attivata da RNA a doppia elica (PERK) e della chinasi c-Jun N-terminale (JNK), oltre alla compromissione del potenziale di membrana mitocondriale;[28]
- migliora il potenziale di chemosensibilità delle cellule A2780/PTXR resistenti al taxolo, riducendo l'espressione di MDR-1;[29]
- provoca l'arresto nella fase G2/M nelle cellule SKOV3 con sovraespressione di HER-2/neu;[30]
- bloccando il ciclo cellulare nella fase G2/M, è in grado di indurre apoptosi nelle cellule di carcinoma cervicale (HeLa) attraverso un percorso dipendente da caspasi-3 e -8;[31]
- aumenta l'apoptosi promossa dal ligando induttore di apoptosi correlato al fattore di necrosi tumorale-α (TRAIL) attraverso la sovraregolazione dell'espressione di DR4, DR5 e delle caspasi-8 e -3;[32]
- induce l'apoptosi nelle cellule di carcinoma colorettale (COLO-205 e HCT-116) tramite la sovraregolazione di p53 e del rapporto Bax/Bcl-2, oltre a una riduzione del potenziale transmembrana mitocondriale;[33]

### Effetti del composto e usi clinici
Il composto presenta diverse proprietà farmacologiche, in particolare:
- anti-infiammatorie,[34]
- antimicrobiche,[35]
- antitumorali,[3]
- di riduzione dei lipidi,[36]
- di regolazione della sindrome metabolica[37]
- antisclerotica.[38]

L'evodiamina ha dimostrato inoltre di avere un effetto positivo su diverse patologie gastrointestinali, come:
- cancro al fegato,[39]
- cancro del colon-retto,[40]
- rettocolite ulcerosa,[41]
- disordini funzionali.[42]

Sebbene l'evodiamina sia stata ampiamente studiata per i suoi effetti antiproliferativi, non è ancora qualificata per essere approvata per l'uso clinico.

### Tossicologia
Negli ultimi anni, è stato scoperto che l'evodiamina può avere potenziali effetti tossici, che si manifestano principalmente come epatotossicità e cardiotossicità. Tuttavia, il meccanismo farmacologico e tossicologico dell'evodiamina non è chiaro. L'evodiamina non risulta tossica per le cellule mononucleari del sangue periferico.